# Dicranota (Rhaphidolabis) stigma
Dicranota (Rhaphidolabis) stigma is een tweevleugelige uit de familie Pediciidae. De soort komt voor in het Nearctisch gebied.